# Indice di Brillouin
L'indice di Brillouin H è un indice di diversità proposto da Léon Brillouin nel 1956 in Science and Information Theory
e usato in statistica nel caso di popolazioni con un numero finito di elementi.
{\displaystyle H={\frac {1}{N}}\log {\frac {N!}{\pi _{j}N_{j}}}={\frac {\log {N!}-\sum _{j}{\log(N_{j}!)}}{N}}} , ove {\displaystyle N=\sum _{j}N_{j}}
Qualora sia Nj che N
tendano all'infinito allora l'indice H di Brillouin
tende all'indice di Shannon-Wiener H'
con pj=Nj/N.